# Comuna Ljusdal
Ljusdal (Ljusdals kommun) este o comună din comitatul Gävleborgs län, Suedia, cu o populație de 18.931 locuitori (2013).

## Geografie

### Zone urbane
Lista celor mai mari zone urbane din comună (anul 2015) conform Biroului Central de Statistică al Suediei:
| Nr | Zona urbană | Pop.  |
| -- | ----------- | ----- |
| 1  | Ljusdal     | 7.259 |
| 2  | Järvsö      | 1.557 |
| 3  | Färila      | 1.398 |
| 4  | Tallåsen    | 586   |
| 5  | Lillhaga    | 411   |
| 6  | Los         | 354   |
| 7  | Hybo        | 206   |

## Demografie
| \| Evoluția demografică în comuna Ljusdal, 1970–2015 \| Evoluția demografică în comuna Ljusdal, 1970–2015 \| Evoluția demografică în comuna Ljusdal, 1970–2015 \| Evoluția demografică în comuna Ljusdal, 1970–2015 \| Evoluția demografică în comuna Ljusdal, 1970–2015 \| \| ----------------------------------------------------------------------------------------------------- \| ------------------------------------------------- \| ------------------------------------------------- \| ------------------------------------------------- \| ------------------------------------------------- \| \| An \| \| \| Locuitori \| \| \| 1970 \| 1970 \| \| 22462 \| 22462 \| \| 1975 \| 1975 \| \| 21868 \| 21868 \| \| 1980 \| 1980 \| \| 21595 \| 21595 \| \| 1985 \| 1985 \| \| 21161 \| 21161 \| \| 1990 \| 1990 \| \| 21163 \| 21163 \| \| 1995 \| 1995 \| \| 20785 \| 20785 \| \| 2000 \| 2000 \| \| 20006 \| 20006 \| \| 2005 \| 2005 \| \| 19384 \| 19384 \| \| 2010 \| 2010 \| \| 19065 \| 19065 \| \| 2015 \| 2015 \| \| 19027 \| 19027 \| \| Sursa: SCB - Statistika Centralbyrån, Folkmängd efter region, civilstånd, ålder och kön. År 1968–2016 \| \| \| \| \| |      |  |           |       |
| Evoluția demografică în comuna Ljusdal, 1970–2015 |      |  |           |       |
| An |      |  | Locuitori |       |
| 1970 | 1970 |  | 22462     | 22462 |
| 1975 | 1975 |  | 21868     | 21868 |
| 1980 | 1980 |  | 21595     | 21595 |
| 1985 | 1985 |  | 21161     | 21161 |
| 1990 | 1990 |  | 21163     | 21163 |
| 1995 | 1995 |  | 20785     | 20785 |
| 2000 | 2000 |  | 20006     | 20006 |
| 2005 | 2005 |  | 19384     | 19384 |
| 2010 | 2010 |  | 19065     | 19065 |
| 2015 | 2015 |  | 19027     | 19027 |
| Sursa: SCB - Statistika Centralbyrån, Folkmängd efter region, civilstånd, ålder och kön. År 1968–2016 |      |  |           |       |